# Hirschhorn (Neckar)
Hirschhorn (Neckar) é um município da Alemanha, situado no distrito de Bergstrasse, no estado de Hesse. Tem 30,86 km² de área, e sua população em 2019 foi estimada em 3.455 habitantes.